# The Falling
Pour plus de détails, voir Fiche technique et Distribution.
The Falling est un film dramatique britannique écrit et réalisé par Carol Morley (en) sorti en 2014.

## Synopsis
En 1969, au sein d'une école pour fille en Angleterre, aux usages très stricts, Abbie et Lydia sont amies. Une épidémie d'évanouissement éclate et menace la stabilité de tous les collégiens.

## Fiche technique
- Titre original : The Falling
- Réalisation : Carol Morley (en)
- Scénario : Carol Morley
- Musique : Tracey Thorn
- Directrice de la photographie : Agnès Godard
- Production :
- Société(s) de production : Cannon and Morley Productions, Independent, BBC Films
- Société(s) de distribution :
- Pays d’origine :  Royaume-Uni
- Langue : anglais
- Format : Couleur
- Genre : Drame
- Lieux de tournage : Carmel College (en), Oxfordshire, Angleterre, Royaume-Uni
- Durée : 102 minutes
- Dates de sortie :
  - Royaume-Uni :
    - 11 octobre 2014 au festival du film de Londres
    - 24 avril 2015 en salles

  - Suisse : 4 juillet 2015 (Festival international du film fantastique de Neuchâtel 2015)
- Classification :
  -  Royaume-Uni : interdit aux moins de 15 ans[1]

## Distribution
|                                                            |  |  |
| Les actrices principales Florence Pugh et Maisie Williams. |  |  |

- Maisie Williams : Lydia
- Florence Pugh : Abbie
- Maxine Peake : Eileen
- Anna Burnett : Susan
- Greta Scacchi : Miss Mantel
- Rose Caton : Titch
- Lauren McCrostie : Gwen
- Katie Ann Knight : Connie
- Evie Hooton : Janet
- Monica Dolan : Miss Alvaro
- Mathew Baynton : Mr. Hopkins
- Morfydd Clark : Miss Charron
- Joe Cole : Kenneth
- Elizabeth Marsh : Miss Fanshawe
- Ben Kerfoot : Bike Boy